# فضلی خوزانی
فضلی اصفهانی خوزانی یکی از نجیب‌زادگان ایرانی از خاندان خوزانی بود که برای نوشتن کتاب افضل‌التواریخ، رویدادنامه‌ای دربارهٔ تاریخ دودمان صفویان از بنیانگذاری در سال ۱۵۰۱ توسط شاه اسماعیل یکم (حکومت از ۱۵۰۱ تا ۱۵۲۴) تا مرگ شاه عباس (حکومت از ۱۵۸۸ تا ۱۶۲۹)، شناخته شده‌است. او همچنین در دربار قرچغای خان، فرماندار بردع و کاختی از سال ۱۶۱۶ تا ۱۶۲۵، منصب وزیر را داشته‌است.
پسر او به نام نجم‌الدین احمد خوزانی، که نویسنده تراز الاخبار است، با دختر یکی از نجیب‌زادگان گورکانی هند به نام باقرخان ازدواج کرد.